# Орфей (китари)
Вижте пояснителната страница за други значения на Орфей.
„Орфей“ е търговска марка за струнни музикални инструменти, главно китари, от които най-голяма част са електрическите, произвеждани в миналото от предприятието „Местна промишленост и битови услуги“ в Пловдив.
Много от моделите са имитация на „Фендер“ и „Гибсън“. Голяма част от бас китарите на „Орфей“ са с форма Violin Bass (формата на цигулка).